# Freeville
Freeville es una villa ubicada en el condado de Tompkins en el estado estadounidense de Nueva York. En el año 2000 tenía una población de 505 habitantes y una densidad poblacional de 180.6 personas por km².

## Geografía
Freeville se encuentra ubicada en las coordenadas 42°30′45″N 76°20′45″O / 42.51250, -76.34583.

## Demografía
Según la Oficina del Censo en 2000 los ingresos medios por hogar en la localidad eran de $39,643, y los ingresos medios por familia eran $44,688. Los hombres tenían unos ingresos medios de $31,500 frente a los $27,500 para las mujeres. La renta per cápita para la localidad era de $17,910. Alrededor del 9.3% de la población estaban por debajo del umbral de pobreza.